# Ulli et Marei
Pour plus de détails, voir Fiche technique et Distribution.
Ulli et Marei (titre original : Ulli und Marei) est un film germano-autrichien réalisé par Leopold Hainisch sorti en 1948.

## Synopsis
Le vieux fermier veuf Markt vit avec ses domestiques et ses servantes dans sa grande ferme située dans une vallée alpine isolée. L'un des domestiques est son ancien fils adoptif Ulli, un homme très fort et de bonne humeur. Un jour, le fermier se rend en ville, où il veut voir un notaire pour désigner Ulli comme son héritier. En chemin, il passe devant le Klarerhof, juste à temps pour sauver d'une situation dangereuse Marei, la fille d'Agnes, la fermière du Klarerhof. Par gratitude, la fermière invite Markt dans son salon. Tout en buvant du café, il propose à Marei de devenir sa nouvelle femme de ménage. Puis il retourne à sa ferme. Il n'est plus pressé pour Ulli.
Quand Ulli et Marei se font face dimanche, ils se rendent compte tous les deux qu'ils sont déjà devenus un peu proches. Aucun d'eux ne l'a oublié.
Marei gère le marché à l'entière satisfaction de son employeur. Ulli remarque bientôt qu'il a les yeux rivés sur sa gouvernante. C'est pourquoi il est pris de jalousie ; il devient en colère et perplexe. Un jour, lorsqu'une tempête éclate, il veut déplacer seul la lourde charrette à foin à travers la prairie escarpée jusqu'à la terre ferme. Il se fait très mal. Sur son lit de malade, il a une discussion avec Marei. En fin de compte, les deux s'assurent qu'ils seront fidèles l'un à l'autre. Au même moment, le maraîcher informe la mère de Marei de son intention de se marier. La vieille femme n'y voit aucune objection, mais ajoute que c’est sa fille qui doit avoir le dernier mot à ce sujet.
Grâce à l'amour de Marei, Ulli survit bien à l'accident. Le vieux fermier ne tarde pas à se rendre compte de ce qui se passe entre ses deux employés. Faisant référence à ses bonnes actions, il exige que son employé libère Marei pour lui. Ulli quitte alors la ferme désespéré sans en expliquer la raison à Marei. C'est pourquoi elle se sent blessée et, malgré elle, donne son oui au vieux paysan.
Ulli s'est réfugié en ville. Là, il achète à un colporteur un cœur en pain d'épice avec l'inscription "Je te reste fidèle" et demande à l'homme de le donner à Marei lorsqu'il passera devant le stand du vieux fermier.
Le mariage se prépare dans la cour du marché. Lorsque la mariée, pas du tout heureuse, déballe le cœur et lit l'inscription, elle dit simplement : "Trop tard". Mais sa mère estime que Marei restera malheureuse toute sa vie sans Ulli. C'est pourquoi elle ramène le jeune homme dans son pays natal. Dès que Marei voit Ulli, elle vole vers son cou. Le fermier, fou de rage, pointe le fusil sur son ancien fils adoptif. Au dernier moment, il reprend ses esprits. Honteux, il se rend compte de sa folie et donne sa bénédiction au jeune couple.

## Fiche technique
- Titre : Ulli et Marei
- Titre original : Ulli und Marei
- Réalisation : Leopold Hainisch
- Scénario : Leopold Hainisch, Eduard Köck (de)
- Musique : Alois Melichar
- Direction artistique : Fritz Jüptner-Jonstorff
- Costumes : Hertha Broneder
- Photographie : Günther Anders, Richard Angst, Ernst Wilhelm Fiedler (de)
- Son : Willy Radde
- Montage : Munni Obal (de)
- Production : J. A. Vesely (de)
- Société de production : Wien-Film
- Société de distribution : Sascha-Verleih
- Pays d'origine :  Allemagne de l'Ouest,  Autriche
- Langue : allemand
- Format : Noir et blanc - 1,37:1 - Mono - 35 mm
- Genre : Drame
- Durée : 87 minutes
- Dates de sortie :
  - Autriche : 23 avril 1948.
  - France : 18 février 1949[1].
  - Allemagne de l'Ouest : 7 juillet 1950.

## Synopsis
- Eduard Köck (de) : Markt, le fermier du Markthof
- Ses garçons de ferme :
  - Attila Hörbiger : Ulli
  - Ludwig Auer : Malt
  - Hermann Erhardt (de) : Manz
  - Hans Dengel : Jurtel
- Mimi Gstöttner-Auer (de) : Lena, la gérante
- Marie Wiesinger : Zenz, la servante
- Anna Exl (de) : Agnes, fermière au Klarerhof
- Ilse Exl : Marei, sa fille
- Josef Broche : Girgl, le fermier du Klarerhof
- Ernst Auer : Karl, mécanicien
- Hertha Agostini : Mario, sa sœur

## Production
Le tournage a eu lieu dans les studios de Wien-Film, juste avant la fin de la Seconde Guerre mondiale.